# Уотерс, Сара
Сара Уотерс (англ. Sarah Waters) — британская писательница родом из Уэльса.

## Биография
Родилась 21 июля 1966 г. в маленьком портовом городке Нейланд в валлийском графстве Пембрукшир. Отец работал инженером на нефтеперерабатывающем заводе, мать была домохозяйкой. О детстве в родительском доме и отношениях с сестрой Уотерс сохранила самые теплые воспоминания; по её словам, в семье царили мир, любовь и гармония.
В детстве Сара писала стихи и рассказы на мрачно готические темы, но никогда всерьез не думала стать писателем. Вместо этого она мечтала стать археологом. Никто в её семье не имел высшего образования, но Саре учёба давалась легко, и она уже в школе была нацелена на то, чтобы поступить в университет и сделать академическую карьеру.
После школы Уотерс изучала английскую литературу в университете Кента. Степень магистра она получила в университете Ланкастера, где написала диплом на тему лесбийской исторической прозы. Затем, в престижном Лондонском университете королевы Марии, защитила докторскую диссертацию под названием «Волчья шкура и тога: историческая проза лесбиянок и геев с 1870 г. до наших дней». Работая над диссертацией, Уотерс изучала порнографические произведения 19-го века и там почерпнула замысел для своего первого романа, "Tipping the Velvet", к написанию которого приступила сразу же после защиты.
До начала профессиональной писательской деятельности работала в книжных магазинах и библиотеках, а также преподавала в Открытом университете.

## Литературная деятельность
Слава к Уотерс пришла после написания лесбийского романа-бестселлера «Tipping the Velvet» (дословно: «Касаясь бархата кончиком языка» (викторианская аллегория куннилингуса), в официальном русском переводе: «Бархатные коготки») (1998). 
Её перу принадлежит также роман «Affinity» («Нить, сотканная из тьмы») (1999), получивший Stonewall Book Award и Премию Сомерсета Моэма. Следующие два романа писательницы, «Fingersmith» («Тонкая работа») (2002) и «The Night Watch» («Ночной дозор») (2006), были номинированы на самые престижные литературные премии: Букеровскую премию и премию «Оранж».
В 2009 году вышла книга «The Little Stranger» («Маленький незнакомец»), заработавшая для Уотерс третью номинацию на Букера.
Её последний роман «The Paying Guests» («Постояльцы») был издан в конце 2014 года.
Книги Сары Уотерс переведены на многие языки мира.

## Экранизации
- «Бархатные ножки» — мини-сериал 2002 года канала BBC Two, снят по роману «Бархатные коготки».
- «Бархатные пальчики» — мини-сериал 2005 года, экранизация книги «Тонкая работа».
- «Близость» — экранизация романа «Нить, сотканная из тьмы», вышла в 2008 году.
- «Ночной дозор» — телевизионная экранизация одноимённого романа, вышла на канале BBC Two в 2011 году.
- «Служанка» — южнокорейский фильм 2016 года режиссёра Пак Чхан Ука, основан на романе «Тонкая работа».
- «Новорожденный» — экранизация романа «Маленький незнакомец», вышла в 2018 году.